# نشانگان ویلیامز
نشانگان ویلیامز یا سندروم ویلیامز-بویرن (انگلیسی: Williams syndrome) (اختصاری WBS) یک نارسایی رشد عصبی نادر است که در آن چهره به سبب افتادگی پل دماغی به شکل پری‌وار درمی‌آید. مبتلایان به این نشانگان، به شکل نامعمولی خوشرو و شاد و با ناآشنایان صمیمی هستند. اختلال‌های تحولی، لکنت زبان، نارسایی دیدی-فضایی، مشکلات قلبی مانند تنگی دریچه آئورت و هایپرکلسمی ناپایدار از دیگر نشانه‌های این نشانگان هستند. نشانگان ویلیامز یک نشانگان ریزحذفی است که به دلیل حذف خودبخودی مادهٔ ژنتیکی از منطقهٔ q11.23 در کروموزوم ۷ (انسان) بروز می‌کند. تاکنون برای نشانگان ویلیامز درمانی یافت نشده است؛ با این‌حال برای مهار آن پرهیز از مصرف بیش از اندازهٔ کلسیم و ویتامین د توصیه می‌گردد. این نشانگان در سال ۱۹۶۱ توسط دانشمند نیوزیلندی، جان ویلیامز توصیف گردیده است. همه‌گیری این بیماری یک مورد در هر ۱۴۰۰۰ تولد است.